# Mont Mort
Mont Mort är en bergstopp i Schweiz.   Den ligger i distriktet Entremont och kantonen Valais, i den sydvästra delen av landet, 120 km söder om huvudstaden Bern. Toppen på Mont Mort är 2 818 meter över havet, eller 192 meter över den omgivande terrängen. Bredden vid basen är 1,3 km.
Terrängen runt Mont Mort är huvudsakligen bergig. Runt Mont Mort är det glesbefolkat, med 13 invånare per kvadratkilometer.. Närmaste större samhälle är Orsières, 18,6 km norr om Mont Mort. 
Trakten runt Mont Mort består i huvudsak av gräsmarker.